# Blair Larsen
Blair Peter Larsen (Takapuna, 20 gennaio 1969) è un ex rugbista a 15 e allenatore di rugby a 15 neozelandese, terza linea ala, finalista alla Coppa del Mondo di rugby 1995 con gli All Blacks.

## Biografia
Proveniente da Takapuna, nel nord del Paese, esordì con la provincia di North Harbour nel 1991, e l'anno seguente fu in campo per il suo primo test match per gli All Blacks a Wellington in occasione di un incontro internazionale contro una selezione mondiale per i cent'anni della Federazione neozelandese.
Presente anche alla Coppa del Mondo di rugby 1995 dove raggiunse la finale, passò professionista l'anno successivo con la franchise di Waikato degli Chiefs.
Dal 1999 al 2002 fu giocatore-allenatore presso i giapponesi Kōbe Steelers e, tornato in Nuova Zelanda, si dedicò solo all'attività tecnica.
Guidò il Takapuna, squadra della regione di North Harbour, tra il 2005 e il 2006, poi fu in Italia alla guida dell'Amatori Catania, anche se l'esperienza durò fino alla fine dell'anno e Larsen risolse anticipatamente il contratto.
Di nuovo in Nuova Zelanda, diresse le giovanili del North Harbour e fu assistente allenatore del Northland; collabora inoltre con la New Zealand International Rugby Academy, centro privato di formazione giocatori e allenatori.